# Shakedown: Hawaii
Shakedown: Hawaii és un videojoc d'acció i aventura de món obert desenvolupat per l'estudi canadenc Vblank Entertainment. Igual que el seu predecessor Retro City Rampage, és una paròdia de diversos temes, com ara els jocs retro, la cultura pop dels anys vuitanta, pràctiques comercials manipulatives i Grand Theft Auto i jocs similars. Va ser llançat el 2019 per a Windows i des de llavors s'ha llançat a diverses plataformes de Nintendo i Sony, notablement a consoles descatalogades. Shakedown: Hawaii va ser el darrer llançament a la Wii i la PlayStation 3.

## Història
Dècades després de fundar el conglomerat Feeble Multinational amb seu a Hawaii i escriure un llibre d'assessorament empresarial que es converteix en un èxit de vendes, l'envellit i desconnectat executiu de Feeble s'assabenta que la seva empresa està a punt de la fallida a causa de les compres en línia, els serveis de vídeo a la carta i les aplicacions mòbils de lloguer de vehicles que minven els beneficis de Feeble de les seves botigues, lloguers de VHS i serveis de taxi. L'executiu, juntament amb en Scooter, el seu fill adult a l'atur, i un sequaç conegut només com The Consultant, s'uneixen per reconstruir Feeble en un imperi corporatiu. El seu arsenal de tàctiques sense escrúpols inclou violar els estàndards de protecció del consumidor, arrasar edificis per donar pas a una reurbanització, competir en un concurs perillós, destruir camions de lliurament de paquets, assaltar una associació de drogues i sacsejar altres negocis. Una subtrama simultània se centra al voltant del fill de l'executiu, en Scooter, que s'uneix a una colla i realitza tasques per al seu líder, en Tad.

## Gameplay
Shakedown: Hawaii presenta una illa d'estil de món obert amb gràfics de 16 bits, una perspectiva des de dalt, més de 200 edificis accessibles i un entorn destructible. A més d'un mode història que segueix els tres personatges principals, el jugador sempre pot abandonar les missions per recórrer lliurement el mapa i extorsionar els negocis locals, utilitzar diverses armes per provocar el caos, intentar desafiaments arcade i minijocs, comprar béns immobles en un mercat fluctuant, robar cotxes o comprar roba a les botigues. El combat és similar a Retro City Rampage, i implica fer servir una gran varietat d'armes per destruir enemics, vehicles i propietats.

## Llançament
El joc es va llançar per a Microsoft Windows, Nintendo Switch, PlayStation 4 i PlayStation Vita el 7 de maig de 2019, i també per a Nintendo 3DS el 19 de setembre de 2019 a Amèrica i el 26 de setembre de 2019 a Europa. Un port per a PlayStation 5 es va llançar el 15 de desembre de 2020.

### Versions per a consoles descatalogades
Diversos mesos després del seu llançament inicial, Vblank va portar el joc a tres consoles que havien quedat obsoletes en els últims anys: la Wii, la Wii U i la PlayStation 3. Vblank va anunciar les versions de Wii i Wii U el 26 de juny de 2020. Ambdues versions incloïen totes les actualitzacions de contingut principals llançades fins a aquest moment i permetien al jugador jugar el joc amb un Wii Remote horitzontalment o amb el Classic Controller, la versió de Wii arribava fins a donar suport al controlador de GameCube. La versió de Wii es va llançar el 9 de juliol exclusivament en una versió europea amb només un estoc limitat de 3.000 còpies, a causa de l'obsolescència del sistema i la incapacitat de Nintendo of America per autoritzar un llançament al continent. Segons Vice, el dissenyador Brian Provinciano va ser informat que Nintendo of America no va poder aprovar un llançament perquè alguns dels seus departaments no tenien ja l'equip necessari per distribuir jocs de Wii a Amèrica. La versió de Wii U es va llançar a nivell mundial el mes següent, amb una versió física només per a consoles NTSC. La versió de Wii U es va publicar el 20 d'agost de 2020 en tres edicions diferents: un format de descàrrega digital disponible a la Nintendo eShop de Wii U i dues edicions físiques (una edició estàndard i una altra especial, aquesta última amb la banda sonora i una funda protectora especial) que eren limitades a 3.000 còpies cadascuna, com la versió de Wii. Shakedown: Hawaii és l'últim joc que s'ha llançat per a Wii a Europa i a nivell mundial, també el joc final llançat físicament a la Wii U a Amèrica i a nivell mundial, i l'últim joc en general disponible en format Nintendo Optical Disc.
Vblank també va anunciar que una versió del joc per a PlayStation 3 seria llançada digitalment el mateix dia, amb el mateix contingut posterior al llançament que s'havia afegit a les versions de Wii i Wii U. Els jugadors que tinguessin Shakedown: Hawaii a qualsevol altra plataforma PlayStation poden baixar la versió de PlayStation 3 gratuïtament, així com sincronitzar el progrés entre aquesta versió i les altres. El setembre de 2022 se'n va anunciar una versió física. La versió física és compatible amb consoles de totes les regions.

## Recepció
Shakedown: Hawaii ha rebut crítiques de "generalment favorables" a "mixtes", depenent de la plataforma, segons Metacritic.
Destructoid va valorar el joc amb un 8/10. El revisor Chris Carter en va elogiar la jugabilitat, els elements visuals, la banda sonora i "l'èmfasi relaxat a fer el que es vulgui", anomenant el joc un seguiment digne de Retro City Rampage que millorava molts dels seus aspectes. Tanmateix, va assenyalar que hi havia alguns errors menors i va criticar la presentació de la història.
Jeff Cork, de Game Informer, també va donar al joc un 8/10, destacant-ne l'abundància de contingut i el to humorístic, però en va descriure l'economia com a desequilibrada perquè era possible guanyar prou diners per banalitzar l'adquisició de compres al final del joc. En el seu resum, va afirmar "l'economia pot ser una mica tambaledora, però Shakedown: Hawaii ofereix una bona explosió d'acció arcade clàssica i algunes rialles sòlides".